# 上床珍彦
上床 珍彦（うわとこ うずひこ、1926年（大正15年）8月15日 - ）は、日本の実業家。元東洋エンジニアリング社長、同会長。

## 経歴
上床国夫・佐恵子の長男として鹿児島県に生まれる。1950年（昭和25年）東京大学工学部応用化学科を卒業し、同年4月に東洋高圧に入社。1961年（昭和36年）5月、東洋エンジニアリングに転じ、取締役、常務、専務、副社長を経て、1987年（昭和62年）6月、同社長に就任した。1994年（平成6年）6月、代表会長となった。
ほか、第13期石油学会会長やエンジニアリング振興協会理事長を務め、1993年（平成5年）3月には関東天然瓦斯開発取締役に就任した。同年4月に藍綬褒章を受章した。